# Виктория, Анатолия и Аудакс

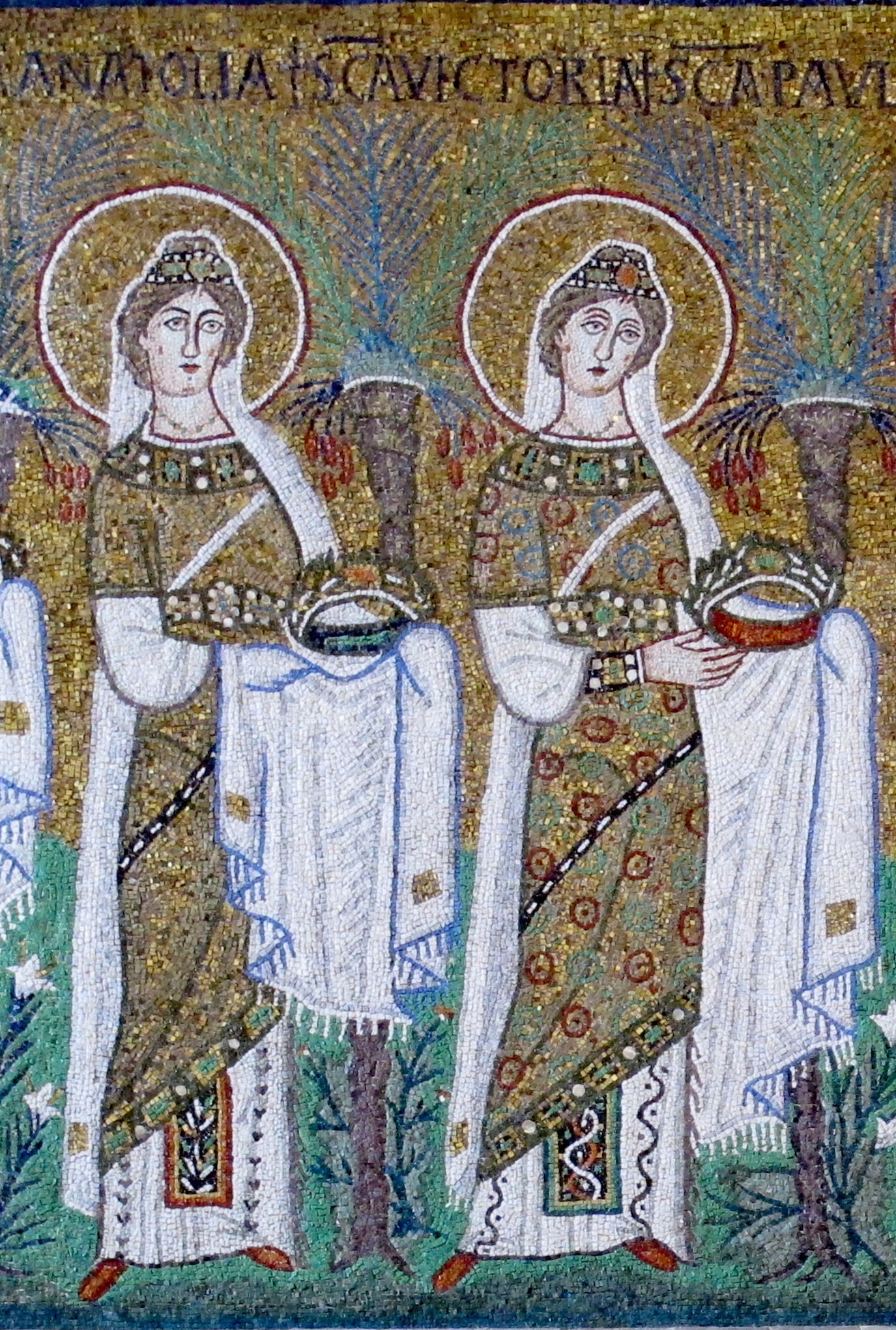
Святые Виктория и Анатолия (мозаика базилики Сант-Аполлинаре-Нуово)

Виктория, Анатолия и Аудакс Римские — святые мученики. Дни памяти — 9 июля, 10 июля, 19 декабря, 23 декабря.
Святые Виктория и Анатолия (без Аудакса) поминаются в Римском мартирологе 10 июля. Св. Анатолия впервые упоминается в De Laude Sanctorum, составленном в 396 году святым Виктрицием, епископом Руанским (330—409). В Мартирологе Иеронима свв. Анатолия и Виктория поминаются вместе 10 июля: VI idus iulii in Savinis Anatholiae Victoriae . Святая Виктория также поминается 19 декабря в Savinis civitate Tribulana Victoriae. Эти две святые изображены в мозаике собора Сант-Аполлинаре-Нуово, что в Равенне, между святыми Павлиной и Кристиной. Пассия SS. Anatoliae et Audacis et S. Victoriae, относящаяся к VI или VII веку, в которую добавлено имя Аудакса, упоминается Альдхельмом (Aldhelm, ум. в 709 году) и святым Бедой (ум. в 735 году), перечислявшими святых в своих мартирологах. Цезарь Бароний (Caesar Baronius) упоминает святых Анатолию и Аудакса под 9 июля, а св. Викторию — под 23 декабря.

## Предание
По преданию, в период правления императора Деция Траяна, сёстры Анатолия и Виктория должны были вступить в брак с знатными римлянами, не бывшими христианами. Святые девы противились браку, и их потенциальные женихи осудили за исповедание христианства. Женихи получили от властей разрешение заточить девушек в своих имениях и убедить их отказаться от веры во Христа.
Жених святой Анатолии, Тит Аврелий, уступил, и передал её обратно властям. Жених святой Виктории, Евгений оказался более настойчивым, но и он в конечном итоге вернул свою невесту властям.
Согласно Священному Преданию, святая Виктория была поражена пикой в сердце в 250 году в Trebula Mutuesca (совр. Монтелеоне-Сабино). Предание гласит, что её убийца был немедленно поражён проказой и умер через шесть дней.
Святая Анатолия была убита также в 250 году в «Тора» (Thora, отождествляется с современным Кастель-ди-Тора). Предание гласит, что сначала она была заперта вместе с ядовитой змеёй. Так как змея не кусала её, то воин по имени Аудакс был отправлен в камеру, где находилась святая, чтобы убить её. Змея напала на Аудакса, но Анатолия спасла его. Под впечатлением от её примера, воин Аудакс уверовал во Христа и был вместе со святой Анатолией усечён мечом.

## Почитание

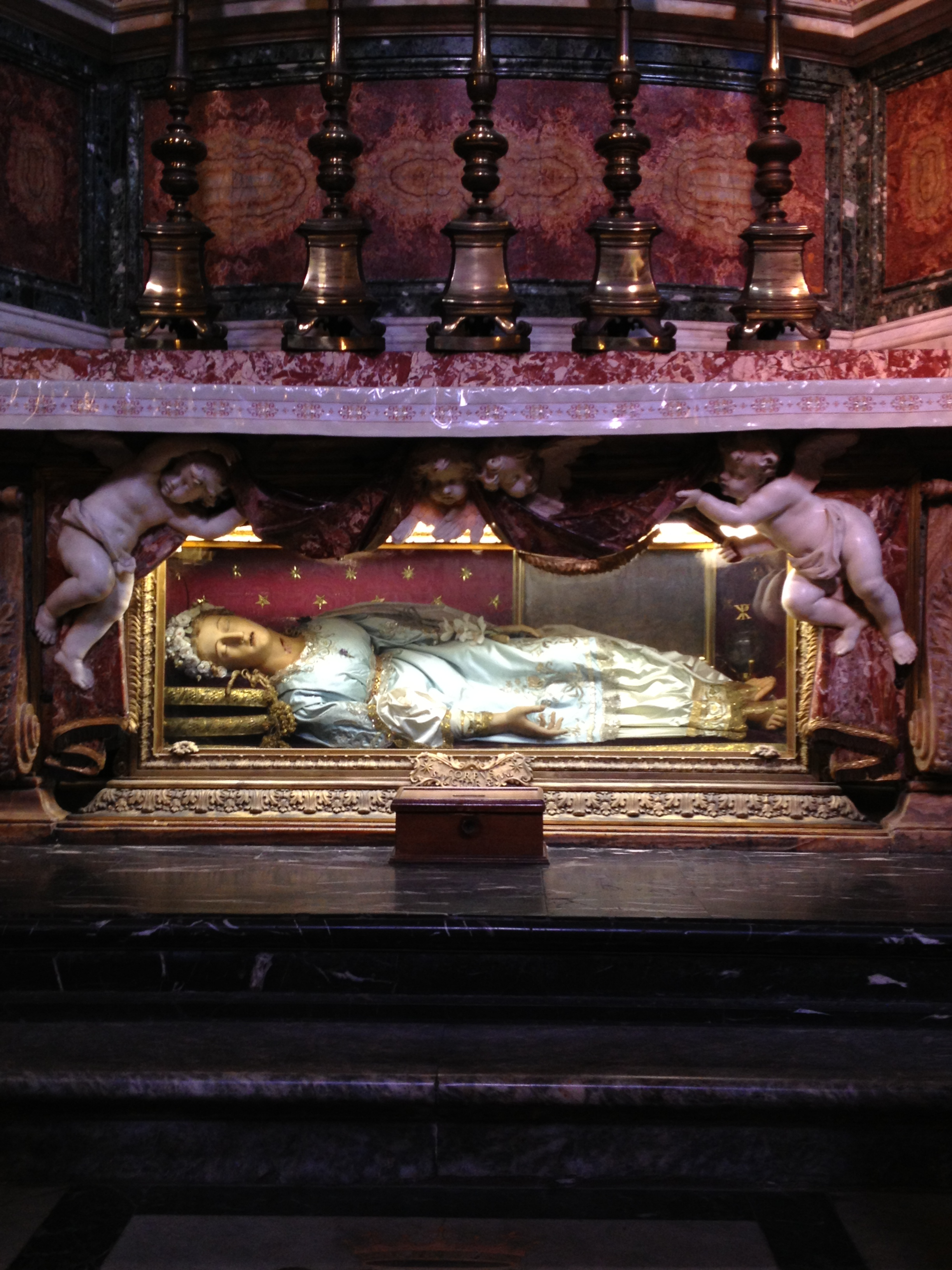
Мощи св. Виктории в Санта-Мария-делла-Витториа, Рим

Благодаря перенесению мощей почитание святых распространилось по всей Италии. Тело святой Виктории в 827 году было перенесено в игуменом монастыря Farfa Петром на гору Матенано (Mount Matenano) от Пицен из-за нашествия мавров. В честь неё назван город Санта-Виттория-ин-Матенано. Ратфред (Ratfredus), ставший впоследствии игуменом Фарфы, перенёс тело в свой монастырь 20 июня 931 года.
Тела Анатолии и Аудакса были перенесены настоятелем Лео в Субьяко около 950 года. В неизвестное число плечо святой Анатолии было перенесено в современную Sant’Anatolia di Borgorose, а рука святой была перенесена в современную Эзанатолью.
Тела святых Анатолии и Аудакса по-прежнему остаются в Субьяко, неподалеку от базилики святой Схоластики (базилика св. Схоластики, под алтарём Святого Причастия, празднование 9 июля). Сохранившиеся мощи святой Виктории теперь выставлены в храме Санта-Мария-делла-Витториа в Риме.